# 1925年7月20日日食
1925年7月20日日食是一次日環食，發生於1925年7月20日（東半球為7月21日）。新月當天（即朔日），地球上觀測到月球和太阳的角距離極小，此時月球如果恰好在月球交點附近，穿過太阳和地球之間，與地球、太阳接近一直線，則會出現日食。月球穿過太阳和地球之間，但距地球較遠，本影未能接觸地表，而使偽本影覆蓋的區域內看到月球的角直徑小於太陽，就形成日環食，同時在偽本影兩側數千公里的半影範圍內形成日偏食。此次日環食經過了新西兰和法屬玻里尼西亞的部分島嶼，日偏食則覆蓋了大洋洲的大部分地區。

## 日食概況

### 出現區域
豪勳爵島東南約700公里的塔斯曼海海面在7月21日日出時最先看到日環食，此後月球偽本影向東北移動，擦過新西兰北島西北端，又覆蓋了遠離新西兰本土的克马德克群岛後跨過國際日期變更線，在南方群島的土布艾群島西南約220公里的洋面達到最大食分。此後偽本影轉向東南移動，覆蓋了小拉帕島，在7月20日日落時分結束於智利南部以西約1800公里的洋面。
此次偽本影經過的陸地全都是島嶼，依次包括：
- 新西兰：擦過北地大區北部，覆蓋克马德克群岛；
- 法屬玻里尼西亞：小拉帕島。[3][4]

除了上述狹窄的環食帶內能看到日環食之外，月球半影覆蓋範圍內都能看到日偏食，包括澳大利亚東部、美拉尼西亚島群東部、密克羅尼西亞島群東南部、玻里尼西亞島群中南部。其中國際日期變更線以東的部分在7月20日看到日食，以西部分在7月21日看到日食。

### 基本參數
- 類型：日環食
- 食甚中心處（位於土布艾群島西南約220公里的南太平洋）資料：
  - 時間：1925年7月20日21:48:17.8
  - 地點：25°20.1′S 150°1.6′W / 25.3350°S 150.0267°W
  - 食分：0.9436（環食帶內最大）
  - 日環食持續時間：7分14.8秒

## 相關的日食

### 1924-1928年的日食
月球交替位於相對的月球交點時，以半個交點年（食年），即約177天又4小時間隔出現下列日食。
註：1924年3月5日和1924年8月30日的日偏食屬於上一組交點年系列。1928年5月19日的日全食和1928年11月12日的日偏食屬於下一組交點年系列。
| 升交點   | 升交點                   |          | 降交點                    | 降交點 |
| 沙羅周期 | 地圖                     | 沙羅周期 | 地圖                      |        |
| 115      | 1924年7月31日 偏食（南） | 120      | 1925年1月24日 全食        |        |
| 125      | 1925年7月20日 環食       | 130      | 1926年1月14日 全食        |        |
| 135      | 1926年7月9日 環食        | 140      | 1927年1月3日 環食         |        |
| 145      | 1927年6月29日 全食       | 150      | 1927年12月24日 偏食（南） |        |
| 155      | 1928年6月17日 偏食（北） |          |                           |        |

### 沙羅周期
沙羅周期長度為18年11天。本次日食屬於沙羅周期125，共包含73次日食，依次為1060年2月4日至1258年6月3日的12次日偏食、1276年6月13日至1330年7月16日的4次日全食、1348年7月26日至1366年8月7日的2次全環食（亦稱混合食）、1384年8月17日至1979年8月22日的24次日環食、1997年9月2日至2358年4月9日的21次日偏食，總共歷時1298.17年。其中最長的全食發生於1294年6月25日，共持續了1分11秒。
下表列舉了1901年至2100年間發生的屬於該周期的日食，是第48至58次：
| 48             | 49             | 50            |
| -------------- | -------------- | ------------- |
| 1907年7月10日  | 1925年7月20日  | 1943年8月1日  |
| 51             | 52             | 53            |
| 1961年8月11日  | 1979年8月22日  | 1997年9月2日  |
| 54             | 55             | 56            |
| 2015年9月13日  | 2033年9月23日  | 2051年10月4日 |
| 57             | 58             |               |
| 2069年10月15日 | 2087年10月26日 |               |

## 資料來源
1. ↑  樊忠玉. . 中国天文科普网.   [2016-03-30]. （原始内容存档于2014-09-17）.
2. 1 2  Fred Espenak. . NASA Eclipse Web Site.   [2016-03-30]. （原始内容存档于2020-10-24）.（英文）
3. ↑  Fred Espenak. . NASA Eclipse Web Site.   [2016-03-30]. （原始内容存档于2020-10-23）.（英文）
4. ↑  Xavier M. Jubier. .   [2016-03-30]. （原始内容存档于2019-11-07）.（法文）（英文）
5. ↑  Fred Espenak. . NASA Eclipse Web Site.   [2016-03-30]. （原始内容存档于2017-12-28）.（英文）
6. ↑  Fred Espenak. . NASA Eclipse Web Site.（英文）

## 外部連結
- NASA日食專頁（页面存档备份，存于）（英文）
- 可見區域圖和時間統計：由弗雷德·埃斯佩纳克做出的日食預報，NASA/GSFC
  - Google互動地圖呈現的日食範圍
  - 貝塞爾元素
- Google地圖顯示的日環食和日偏食範圍（页面存档备份，存于）（法文）（英文）

| \| \| 日食 \|                             |                              |                                           |
| 上一次日食： 1925年1月24日日食 （日全食） | 1925年7月20日日食 （日環食） | 下一次日食： 1926年1月14日日食 （日全食） |
| 上一次日環食： 1923年3月17日日食          | 1925年7月20日日食 （日環食） | 下一次日環食： 1926年7月9日日食           |
|                                           | 日食                         |                                           |